# Eva Henning
Eva Henning (rozená Eva Wetlesen; 10. května 1920 – 18. dubna 2016) byla švédská divadelní a filmová herečka.

## Kariéra
Narodila se v Newarku ve Spojených státech. Absolvovala hereckou školu Královského dramatického divadla ve Švédsku. Následně debutovala ve filmu Ragnara Arvedsona Gentleman att hyra. Velký průlom přišel ve filmu Elvira Madigan režiséra Åke Ohberga. Nejvíce se proslavila hlavními rolemi v mnoha filmech manžela Hasse Ekmana ze 40. a 50. let.

## Osobní život
Narodila se Edgaru Wetlesenovi a Ragni Wetlesenové. Byla nevlastní dcerou švédského divadelního herce Uno Henninga. Z druhého manžela měla jednu dceru: dětskou spisovatelku a ilustrátorku Fam Ekmanovou. Ze třetího manželství měla dva syny: Pedera Maurstada a Momse Maurstada.

### Úmrtí
Zemřela 18. dubna 2016 v norském Oslu.

## Filmografie
- Gentleman att hyra (1940)
- Bright Prospects (1941)
- Scanian Guerilla (1941)
- We're All Errand Boys (1941)
- Only a Woman (1941)
- Söderpojkar (1941)
- General von Döbeln (1942)
- It Is My Music (1942)
- Elvira Madigan (1943)
- The Rose of Tistelön (1945)
- Wandering with the Moon (1945)
- Kungliga patrasket (1945)
- One Swallow Does Not Make a Summer (1947)
- Banketten (1948)
- The Girl from the Third Row (1949)
- Prison (1949)
- Thirst (1949)
- Girl with Hyacinths (1950)
- The White Cat (1950)
- The Firebird (1952)
- Hidden in the Fog (1953)
- The Glass Mountain (1953)
- Gabrielle (1954)
- Om Tilla (1963)
- Svarta palmkronor (1968)
- Ture Sventon privatdetektiv (1972)